# Lysimachia minoricensis
Lysimachia minoricensis — вид рослин родини первоцвітих (Primulaceae). Він був ендемічним для острова Менорка в Іспанії. Його природним місцем проживання була чагарникова рослинність середземноморського типу. Єдині нотатки, зроблені першовідкривачем, зазначають, що ця трав'яниста дворічна рослина росла в прохолодних тінистих місцях. Листя виділяють сильний запах, який може бути пристосуванням для захисту рослини від травоїдних. Він вимер у межах свого природного ареалу через втрату середовища існування, і зараз виживає лише у вирощуванні.